# Луисбург (Минесота)
Луисбург (енгл. Louisburg) град је у америчкој савезној држави Минесота.

## Демографија
По попису из 2010. године број становника је 47, што је 21 (80,8%) становника више него 2000. године.
| Група             | 2000.      | 2010.      |
| Белци             | 25 (96,2%) | 44 (93,6%) |
| Афроамериканци    | 0 (0,0%)   | 0 (0,0%)   |
| Азијати           | 1 (3,8%)   | 2 (4,3%)   |
| Хиспаноамериканци | 0 (0,0%)   | 1 (2,1%)   |
| Укупно            | 26         | 47         |